# Kahnstieg
Kahnstieg ist ein Ortsteil der Ortschaft Dannefeld der Hansestadt Gardelegen im Altmarkkreis Salzwedel in Sachsen-Anhalt, Deutschland.

## Geografie
Der Wohnplatz Kahnstieg liegt im Naturpark Drömling in der Altmark, 21 Kilometer westlich der Stadt Gardelegen und 10 Kilometer nordöstlich der Stadt Oebisfelde. Östlich fließt der Dannefelder Moorgraben in den Friedrichskanal, der später in die Ohre mündet.

## Geschichte
Der Wohnplatz Kahnstieg der früheren Gemeinde Dannefeld ist kurz vor 1871 entstanden. Das Gemeindelexikon berichtet von 20 Einwohnern bei der Volkszählung von 1871.
Kahnstieg wurde seit etwa 1985 als Ortsteil der Gemeinde Dannefeld geführt.
Der wesentlich ältere Krug Kahnstieg bei Algenstedt nördlich von Gardelegen wurde 1902 letztmals erwähnt.

### Eingemeindungen
Am 1. Januar 2011 wurde die Gemeinde Dannefeld mit dem Ortsteil Kahnstieg zusammen mit 17 weiteren Gemeinden in die Hansestadt Gardelegen eingemeindet. Seitdem gehört der Ortsteil Kahnstieg zur Stadt Gardelegen und zur neu errichteten Ortschaft Dannefeld.

### Einwohnerentwicklung
| Jahr | Einwohner |
| ---- | --------- |
| 1871 | 20        |
| 1885 | 33        |
| 1895 | 27        |
| 1905 | 20        |

| Jahr | Einwohner |
| ---- | --------- |
| 2012 | [0]20     |
| 2015 | [0]17     |
| 2021 | [0]20     |
| 2022 | [0]20     |

Quelle bis 1905, wenn nicht angegeben:

## Religion
Die evangelischen Christen aus Kahnstieg sind nach Dannefeld eingekircht.